# Coenotephria ceres
Coenotephria ceres là một loài bướm đêm trong họ Geometridae.